# Патфайндер (дирижабли)
Патфайндер (англ. Pathfinder) — название серии жестких дирижаблей американской фирмы LTA Research, финансируемый основателем Google Сергеем Брином. Серия дирижаблей стартовала в 2023 году с дирижабля Патфайндер 1 и является первым проектом жестких дирижаблей в США с 1960-х годов. Разработка ведется в сотрудничестве с немецкой авиастроительной компанией Luftschiffbau Zeppelin GmbH.

## Дирижабль «Патфайндер 1»
«Патфайндер 1» первый из серии дирижаблей, в длину прототип достигает 124,5 метра. Использует гелий как подъемный газ, оснащен 12 электродвигателями, может перевозить около четырех тонн груза и развивать скорость до 120 км/ч. Предполагается, что дирижабль не будет подниматься выше 500 метров, а управлять им будут два пилота. Первые испытания производились в 2023 году.